# Sanâa Alaoui
Sanâa Alaoui (in arabo سناء العلوي‎?, Sanāʾ al-ʿalawī; Casablanca, 29 aprile 1987) è un'attrice marocchina.

## Biografia
Sanâa Alaoui ha conseguito il suo baccalauréat presso il Liceo Lyautey a Casablanca.
Ha continuato i suoi studi a Parigi in arti performative, cinema e teatro presso l'Università di Paris-Nanterre.
Frequenta il Cours Florent dove ha avuto l'occasione di studiare recitazione e dove ottiene il Brevet d'études alla fine del terzo anno.
Attrice poliglotta, ha collaborato con registi di diverse nazionalità tra i quali Sílvia Munt, Laurent Chouchan, Tony Gatlif, Hakim Belabes, Abdelkader Lagtaâ, Yassine Fennane, Dante Lam, Gustavo Loza e Adil El Arbi.

## Filmografia

### Cinema
- Le Cri de la soie, di Yvon Marciano (1996)
- Face à face, di Abdelkader Lagtaâ (2002)
- Le Cadeau, di Jamal Souissi (2004)
- Al otro lado, di Gustavo Loza (2004)
- Il pane nudo, di Rachid Benhadj (2004)
- Ici et là, di Mohamed Ismaïl (2005)
- Oud Al ward ou la beauté éparpillée, di Lahcen Zinoun (2007)
- Yasmine et les hommes, di Abdelkader Lagtaâ (2007)
- Un fiancé pour Yasmina, di Irene Cardona (2008)
- Ça se soigne ?, di Laurent Chouchan (2008)
- Terminus des anges, di Hicham Lasri, Narjiss Nejjar e Mohamed Mouftakir (2008)
- Poupiya, di Samia Charkioui (2011)
- Vuelos prohibidos, di Rigoberto Lopez (2013)
- Image, di Adil El Arbi e Bilall Fallah (2014)
- Black, di Adil El Arbi e Bilall Fallah (2015)
- Opération Mer Rouge, di Dante Lam (2018)

### Televisione
- Le juge est une femme (2001)
- Les grands frères (2002)
- Préjudices (2002)
- Les Rimaquoi (2006)
- Duval et Moretti, di Stéphane Kaminka (2007)
- Famille d'accueil, di Stéphane Kaminka (2008)
- Julie Lescaut (2008)
- Bajo el mismo cielo, di Sílvia Munt (2008)
- Les Virtuoses (2010)
- Section de recherches (2011)
- Fischer fischt Frau, di Lars Jessen (2011)
- Le juge est une femme (2016)
- Coeur Karim, di Abdelhay Laaraki (2019)
- Le secret enterré, di Yassine Fennane (2020)